# Worodu
Worodu é uma cidade da Serra Leoa.